# Свети синод Руске православне цркве
Свети синод Руске православне цркве управни је орган Руске православне цркве у периоду између два засједања Архијерејског сабора.

## Састав
Предсједник Светог синода је патријарх московски и све Русије (или мјестобљуститељ). Има девет сталних и пет привремених чланова из реда епархијских архијереја.
Стални чланови су:
- по катедри:
  - митрополит кијевски и све Украјине;
  - митрополит санктпетербуршки и ладошки;
  - митрополит крутицки и коломенски;
  - митрополит мински и заславски, патријарашки егзарх све Бјелорусије;
  - митрополит кишињевски и све Молдавије;
  - митрополит астанајски и казахстански;
  - митрополит ташкентски и узбекистански (средњоазијски);
- по дужности:
  - предсједник Одсјека спољних црквених веза;
  - управник послова Московске патријаршије.

Привремени чланови се позивају да присуствују на једном годишњем засједању. Свети синод годишње има два засједања: љетње (март—август) и зимско (септембар—фебруар). Њих сазива и предсједава им патријарх московски и све Русије (или мјестобљуститељ). Канонска је дужност свих синодских чланова да учествују у раду (у изузетним случајевима кворум чине 2/3 чланова). Секретар Светог синода је управник послова Московске патријаршије.

## Дјелокруг
Према Уставу Руске православне цркве Свети синод:
- стара се о чистоти очувања и тумачења православне вјере, норми хришћанског морала и побожности;
- служи унутрашњем јединству Руске православне цркве;
- подржава јединство с другим православним црквама;
- организује унутрашњу и спољашњу дјелатност Цркве и одлучује о организационим питањима општецрквеног значаја;
- тумачи канонске прописе и рјешава проблеме везане за њихову примјену;
- регулише литургијска питања;
- доноси дисциплинске прописе за свештенство, монаштво и црквене раднике;
- оцјењује најважније догађаје у области међуцрквених, међуконфесионалних и међурелигијских односа;
- подржава међуконфесионалне и међурелигијске везе, како на канонској територији Московског патријархата тако и ван ње;
- координира дјелатности све пуноће Руске православне цркве у њеним напорима за достизањем мира и правичности;
- изражава пастирску забринутост за друштвене проблеме;
- обраћа се посебним посланицама свој дјеци Руске православне цркве;
- подржава односе између Цркве и државе у складу са Уставом Руске православне цркве и важећим законодавством;
- одобрава уставе самоуправних цркава, егзархата и митрополијских округа;
- доноси грађанске уставе (статуте) Руске православне цркве и њених канонских јединица, као и измјене и допуне;
- разматра журнале синода егзархата и митрополијских округа;
- рјешава питања која се односе на оснивање или укидање канонских јединица Руске православне цркве потчињених Светом синоду, уз накнадно одобрење Архијерејског сабора;
- одлучује о начину посједовања, коришћења и располагања зградама и имовином Руске православне цркве;
- потврђује одлуке Високог општецрквеног суда у случајевима предвиђеним Уредбом о црквеном суду (рус. Положение о церковном суде).

Такође, Свети синод:
- бира, именује, у изузетним случајевима премјешта архијереје и умировљава их;
- позива архијереје да присуствују у Светом синоду;
- по потреби, на предлог патријарха московског и све Русије, разматра извјештаје архијереја о стању епархија и доноси одлуке о њима;
- преко својих чланова инспекцијски прегледа рад архијереја кад год сматра за сходно;
- одређује примања архијереја.

## Синодалне установе
Синодалне установе (рус. синодальные учреждения) органи су извршне власти патријарха и Светог синода. Одговорне су Светом синоду који одлучује о њиховом оснивању или укидању и поставља руководиоце.
Синодалне установе Руске православне цркве су:
- Управа послова Московске патријаршије са правима синодалне установе;
- Одсјек спољних црквених веза;
- Издавачки савјет;
- Просвјетни комитет;
- Финансијско-привредна управа;
- Одсјек за манастире и монаштво;
- Одсјек вјерског образовања и катехизације;
- Одсјек за црквено милосрђе и социјално служење;
- Мисионарски одсјек;
- Одсјек за сарадњу са Оружаним снагама и полицијским органима;
- Одсјек за послове омладине;
- Одсјек за односе Цркве и друштва;
- Информациони одсјек;
- Одсјек за затворско служење;
- Комитет за сарадњу са козаштвом;
- Патријарашки савјет за културу.